# Waiter: "You Vultures!"
Albums de Portugal. The Man
Church Mouth
(2007)
Waiter: "You Vultures!" est le premier album de Portugal. The Man, groupe de rock expérimental originaire d'Alaska. C'est le premier album du chanteur John Gourley depuis qu'il a quitté le groupe Anatomy of a Ghost. C'est l'un des seuls albums du groupe avant The Satanic Satanist sorti en 2009 à avoir recours à l'usage massif de boîte à rythme et de synthétiseurs.

## Liste des titres
Tous les morceaux sont écrits par John Baldwin Gourley
| No  | Titre                                                        | Durée |
| --- | ------------------------------------------------------------ | ----- |
| 1.  | How the Leopard Got Its Spots                                | 3:59  |
| 2.  | Gold Fronts                                                  | 3:27  |
| 3.  | Stables & Chairs                                             | 3:16  |
| 4.  | AKA M80 The Wolf                                             | 3:56  |
| 5.  | Marching With 6 (avec Nic Newsham de Gatsbys American Dream) | 3:02  |
| 6.  | Elephants (avec Nic Newsham de Gatsbys American Dream)       | 4:03  |
| 7.  | Waiter                                                       | 3:23  |
| 8.  | Chicago                                                      | 4:13  |
| 9.  | Bad, Bad Levi Brown                                          | 3:29  |
| 10. | Kill Me. The King                                            | 3:05  |
| 11. | Tommy                                                        | 4:27  |
| 12. | Horse Warming Party                                          | 3:44  |
| 13. | Guns. Guns...Guns                                            | 8:30  |

## Interprètes

### Portugal. The Man
- John Baldwin Gourley - chant, guitare
- Wesley James Hubbard - chants additionnels, claviers
- Zachary Scott Carothers - basse, chants additionnels
- Jason Sechrist - batterie

### Musiciens additionnels
- Justin Baiers - Percussion additionnelles sur la piste 3
- Nic Newsham - chants additionnels sur les pistes 5 et 6
- Thunderball Fist - chants additionnels et claviers sur la piste 13
- Casey Bates - mixage
- A. William Bentley - chants additionnels et guitares sur la piste 7
- Austin Sousa - mixage additionnels
- Ed Brooks - mastering
- John Gourley - Illustration
- Wesley Hubbard - Illustration
- Austin Sellers - Illustration
- Austin Sellers - Design et Photographies